# Tour de Thuringe féminin 2016
La 29e édition du Tour de Thuringe féminin a lieu du 15 au 21 juillet 2016. La course fait partie du calendrier UCI féminin en catégorie 2.1. L'épreuve fait figure de course de préparation pour les Jeux olympiques de Rio.
Marianne Vos remporte trois victoires d'étape au sprint et porte le premier jour le maillot jaune. Olga Zabelinskaïa gagne la deuxième étape et s'empare pour deux jours de la tête du classement général. Ellen van Dijk est la plus rapide sur le contre-la-montre individuel et semble avoir pris un avantage décisif sur ses concurrentes au classement général. Cependant la victoire finale se décide sur la sixième étape, où Amanda Spratt et Elena Cecchini prennent une avance de plus de quatre minutes sur leur poursuivante. La première gagne l'étape, la seconde enfile définitivement le maillot jaune. La dernière étape est remportée par Coryn Rivera. Le podium final est : Elena Cecchini, Amanda Spratt, Ellen van Dijk. Marianne Vos s'impose au classement des sprints, Emma Johansson à celui de la montagne. Liane Lippert est la meilleure jeune et Lisa Brennauer gagne le classement annexe de la meilleure Allemande. Enfin, au classement par équipes c'est la formation Orica-AIS qui s'impose.

## Présentation

### Comité d'organisation
Le comité d'organisation est dirigé par l'ancienne coureuse professionnelle Vera Hohlfeld. Franziska Grosse est la directrice de course. Marian Koppe est responsable du marketing et des partenaires. Rainer Gerth est responsable du protocole et coordonne le parcours. Andreas Schubert est responsable pour le montage des diverses installations que requiert la course.  Olivier Vogel est responsable des véhicules de course. Marco Ruhl encadre les invités et les médias lors de la course. Fritz Illmer conduit la voiture balai et fait partie du jury. Enfin, Steffen Schumacher s'occupe des affiches et autres impressions.

### Parcours
Cette édition se déroule en sept étapes.
Après une première étape plate courue à Gotha, la course se rend à Erfurt, la capitale du Land, avec un parcours légèrement vallonnée. L'ascension du Arnstädter Hohle à quatorze pour cent doit provoquer la décision. La troisième étape part et arrive à Altenbourg. Après avoir escaladé le mur de Meerane, la course effectue trois tours d'un circuit vallonné long de vingt-cinq kilomètres. L'étape de Zeulenroda-Triebes est cette année un contre-la-montre individuel relativement plat et roulant. La cinquième étape tourne autour de Greiz et est difficile. L'Hanka-Berg, surnom du Dörtendorfer Berg, est monté en début de parcours. L'étape suivante, à Schleiz , est présentée comme l'étape reine de la course. Elle est à la fois la plus longue et celle ayant le plus de dénivelés. Si la dernière étape est moins difficile, elle en reste vallonnée et longue de cent vingt-huit kilomètres. L'épreuve se conclut dans les rues de Gera .

### Équipes
L'épreuve accueille onze équipes UCI, deux équipes amateurs et sept sélections nationales. Comparé aux années précédentes, le plateau est très relevé. Les six meilleures équipes mondiales sont présentes.
| Équipes féminines professionnelles (12)- Rabo Liv Women - Boels Dolmans - Canyon-SRAM Racing - Cervélo Bigla - Orica-AIS - Wiggle High5 - UnitedHealthcare - Tibco-Silicon Valley Bank - Parkhotel Valkenburg - Vitalogic Astrokalb Radunion Nö - BTC City Ljubljana - Team WNT Équipes nationales (7)- Russie - Italie - Suède - Allemagne - Norvège - Israël - Grande-Bretagne Équipe féminine amateur- Maxx-Solar |
| |

### Règlement de la course

#### Délais
Lors d'une course cycliste, les coureurs sont tenus d'arriver dans un laps de temps imparti à la suite du premier pour pouvoir être classés. Les délais prévus sont de 20 % pour toutes les étapes à l'exception du contre-la-montre de l'étape 4, où ils sont de 35 %.

#### Classements et bonifications
Le classement général individuel au temps est calculé par le cumul des temps enregistrés dans chacune des étapes parcourues. Des bonifications et d'éventuelles pénalisations sont incluses dans le calcul du classement. Le coureur qui est premier de ce classement est porteur du maillot jaune vif. En cas d'égalité au temps, la somme des places obtenues sur chaque étape départage les concurrentes. En cas de nouvelle égalité, la place lors de la dernière étape sert de critère pour décider de la vainqueur.
Des bonifications sont attribuées dans cette épreuve. Chaque arrivée d'étape donne lieu à dix secondes, six secondes et quatre secondes pour les trois premières coureuses classées. Par ailleurs, durant la course, il existe des sprints intermédiaires dont les trois premiers sont récompensés respectivement de trois secondes, deux secondes et une seconde.

##### Classement des sprints
Le maillot bleu, récompense le classement des sprints. Celui-ci se calcule selon le classement lors de sprints intermédiaires et lors des arrivées d'étape. Les trois premiers coureurs des sprints intermédiaires reçoivent respectivement 3, 2 et un point. Lors d'une arrivée d'étape, les trois premières se voient accorder des points selon le décompte suivant : 10, 6 et 4 point. En cas d'égalité, les coureurs sont prioritairement départagés par le nombre de victoires d'étapes. Si l'égalité persiste, le nombre de victoires à des sprints intermédiaires puis éventuellement la place obtenue au classement général entrent en compte. Pour être classé, un coureur doit avoir terminé la course dans les délais.

##### Classement de la meilleure grimpeuse
Le classement de la meilleure grimpeuse, ou classement des monts, est un classement spécifique basé sur les arrivées au sommet des ascensions répertoriées dans l'ensemble de la course. Elles sont classés en trois catégories. Les ascensions de première catégorie rapportent respectivement 7, 5, 3, 2 points aux quatre premières coureuses, celles de deuxième catégorie 5, 3 et 2 points enfin celles de troisième catégorie 3, 2 et 1 point. Le premier du classement des monts est détenteur du maillot jaune et noir. En cas d'égalité, les coureurs sont prioritairement départagés par le nombre de premières places aux sommets des ascension de première catégorie, puis de deuxième catégorie, puis de troisième catégorie. Si l'égalité persiste, le critère suivant est la place obtenue au classement général. Pour être classé, un coureur doit avoir terminé la course dans les délais.

##### Classement de la meilleure jeune
Le classement de la meilleure jeune ne concerne qu'une certaine catégorie de coureuses, celles étant âgées de moins de 23 ans. C'est-à-dire aux coureuses nées après le 1er janvier 1994. Ce classement, basé sur le classement général, attribue au premier un maillot violet.

##### Classement de la meilleure allemande
Le classement de la meilleure allemande ne concerne que les coureuses de nationalité allemande. Il confère un maillot blanc et bleu à la meilleure allemande durant l'étape précédente. La victoire finale de ce classement est attribuée en fonction du classement général.

##### Classement de la coureuse la plus active
Le jury attribue à l'issue de chaque étape la concurrente porteuse du maillot en fonction de son activité durant l'étape. Il attribue un maillot blanc et vert.

##### Classement de la meilleure équipe
La meilleure équipe est désignée en additionnant les temps au classement général des trois meilleures coureuses de chaque formation.

##### Répartition des maillots
Chaque coureuse en tête d'un classement est porteuse du maillot ou du dossard distinctif correspondant. Cependant, dans le cas où une coureuse dominerait plusieurs classements, celle-ci ne porte qu'un seul maillot distinctif, selon une priorité de classements. Le classement général au temps est le classement prioritaire, suivi du classement des sprints, du classement général du meilleur grimpeur, du classement de la meilleure jeune, du classement de la coureuse la plus active et du classement de la meilleure Allemande. Si ce cas de figure se produit, le maillot correspondant au classement annexe de priorité inférieure n'est pas porté par celui qui domine ce classement mais par son deuxième.

## Favorites
Le Tour de Thuringe fait figure en 2016 de course de préparation pour les Jeux olympiques de Rio. Le plateau est très relevé. Les grands noms au départ sont : Emma Johansson, Ashleigh Moolman, Annemiek van Vleuten, Marianne Vos, Lisa Brennauer ainsi que Trixi Worrack.

## Partenaires
Le maillot de la leader du classement général est parrainé par la banque Sparkasse. Le fabricant d'outillage industriel WNT est celui du maillot des sprints. Le maillot de la meilleure grimpeuse est soutenue par le constructeur automobile Opel et son concessionnaire Vogel, qui prête également les voitures pour l'organisation. La caisse d'assurance maladie IKK  est partenaire du maillot de la meilleure Allemande. Le partenaire du maillot de la coureuse la plus active est la brasserie Saalfelder. Enfin, l'épicerie fine Gotha Adelt parraine le maillot de la meilleure jeune,.

## Étapes
| Étape     | Date      | Villes étapes                           | type                        | Distance (km) | Vainqueur d'étape | Leader du classement général |
| --------- | --------- | --------------------------------------- | --------------------------- | ------------- | ----------------- | ---------------------------- |
| 1re étape | 15 juill. | Gotha – Gotha                           | étape de plaine             | 67            | Marianne Vos      | Marianne Vos                 |
| 2e étape  | 16 juill. | Erfurt – Erfurt                         | étape vallonnée             | 105           | Olga Zabelinskaïa | Olga Zabelinskaïa            |
| 3e étape  | 17 juill. | Altenbourg – Altenbourg                 | étape vallonnée             | 117           | Marianne Vos      | Olga Zabelinskaïa            |
| 4e étape  | 18 juill. | Zeulenroda-Triebes – Zeulenroda-Triebes | contre-la-montre individuel | 19            | Ellen van Dijk    | Ellen van Dijk               |
| 5e étape  | 19 juill. | Greiz – Greiz                           | étape vallonnée             | 122           | Marianne Vos      | Ellen van Dijk               |
| 6e étape  | 20 juill. | Schleiz – Schleiz                       | étape vallonnée             | 130           | Amanda Spratt     | Elena Cecchini               |
| 7e étape  | 21 juill. | Gera – Gera                             | étape vallonnée             | 128           | Coryn Rivera      | Elena Cecchini               |

## Déroulement de la course

### 1reétape
La première étape se dispute en ville et se termine par un sprint massif. Marianne Vos gagne facilement devant Lisa Brennauer et Coryn Rivera,.
| \| Classement de l'étape \| Classement de l'étape \| Classement de l'étape \| Classement de l'étape \| Classement de l'étape \| \| Coureuse \| Coureuse \| Pays \| Équipe \| Temps \| \| --------------------- \| --------------------- \| --------------------- \| ----------------------------- \| --------------------- \| \| 1re \| Marianne Vos \| Pays-Bas \| Rabo Liv Women \| 1 h 40 min 47 s \| \| 2e \| Lisa Brennauer \| Allemagne \| Canyon-SRAM Racing \| + 1 s \| \| 3e \| Coryn Rivera \| États-Unis \| UnitedHealthcare Women's Team \| + 1 s \| \| 4e \| Joëlle Numainville \| Canada \| Cervélo Bigla \| + 1 s \| \| 5e \| Barbara Guarischi \| Italie \| Canyon-SRAM Racing \| + 1 s \| \| 6e \| Hannah Barnes \| Royaume-Uni \| Canyon-SRAM Racing \| + 1 s \| \| 7e \| Lotta Lepistö \| Finlande \| Cervélo Bigla \| + 1 s \| \| 8e \| Sara Mustonen \| Suède \| Liv-Plantur \| + 1 s \| \| 9e \| Diana Peñuela \| Colombie \| UnitedHealthcare Women's Team \| + 1 s \| \| 10e \| Brianna Walle \| États-Unis \| Tibco-Silicon Valley Bank \| + 1 s \| |                    |             |                               |                 |
| |                    |             |                               |                 |
| Source : ProCyclingStats |                    |             |                               |                 |
| Classement de l'étape |                    |             |                               |                 |
| Coureuse | Coureuse           | Pays        | Équipe                        | Temps           |
| 1re | Marianne Vos       | Pays-Bas    | Rabo Liv Women                | 1 h 40 min 47 s |
| 2e | Lisa Brennauer     | Allemagne   | Canyon-SRAM Racing            | + 1 s           |
| 3e | Coryn Rivera       | États-Unis  | UnitedHealthcare Women's Team | + 1 s           |
| 4e | Joëlle Numainville | Canada      | Cervélo Bigla                 | + 1 s           |
| 5e | Barbara Guarischi  | Italie      | Canyon-SRAM Racing            | + 1 s           |
| 6e | Hannah Barnes      | Royaume-Uni | Canyon-SRAM Racing            | + 1 s           |
| 7e | Lotta Lepistö      | Finlande    | Cervélo Bigla                 | + 1 s           |
| 8e | Sara Mustonen      | Suède       | Liv-Plantur                   | + 1 s           |
| 9e | Diana Peñuela      | Colombie    | UnitedHealthcare Women's Team | + 1 s           |
| 10e | Brianna Walle      | États-Unis  | Tibco-Silicon Valley Bank     | + 1 s           |

| \| Classement général \| Classement général \| Classement général \| Classement général \| Classement général \| \| Coureuse \| Coureuse \| Pays \| Équipe \| Temps \| \| ------------------ \| ------------------ \| ------------------ \| ----------------------------- \| ------------------ \| \| 1re \| Marianne Vos \| Pays-Bas \| Rabo Liv Women \| 1 h 40 min 37 s \| \| 2e \| Lisa Brennauer \| Allemagne \| Canyon-SRAM Racing \| + 5 s \| \| 3e \| Lotta Lepistö \| Finlande \| Cervélo Bigla \| + 5 s \| \| 4e \| Coryn Rivera \| États-Unis \| UnitedHealthcare Women's Team \| + 7 s \| \| 5e \| Joëlle Numainville \| Canada \| Cervélo Bigla \| + 9 s \| \| 6e \| Emma Johansson \| Suède \| Wiggle High5 \| + 9 s \| \| 7e \| Chantal Blaak \| Pays-Bas \| Boels Dolmans \| + 9 s \| \| 8e \| Barbara Guarischi \| Italie \| Canyon-SRAM Racing \| + 11 s \| \| 9e \| Hannah Barnes \| Royaume-Uni \| Canyon-SRAM Racing \| + 11 s \| \| 10e \| Sara Mustonen \| Suède \| Liv-Plantur \| + 11 s \| |                    |             |                               |                 |
| |                    |             |                               |                 |
| Source : ProCyclingStats |                    |             |                               |                 |
| Classement général |                    |             |                               |                 |
| Coureuse | Coureuse           | Pays        | Équipe                        | Temps           |
| 1re | Marianne Vos       | Pays-Bas    | Rabo Liv Women                | 1 h 40 min 37 s |
| 2e | Lisa Brennauer     | Allemagne   | Canyon-SRAM Racing            | + 5 s           |
| 3e | Lotta Lepistö      | Finlande    | Cervélo Bigla                 | + 5 s           |
| 4e | Coryn Rivera       | États-Unis  | UnitedHealthcare Women's Team | + 7 s           |
| 5e | Joëlle Numainville | Canada      | Cervélo Bigla                 | + 9 s           |
| 6e | Emma Johansson     | Suède       | Wiggle High5                  | + 9 s           |
| 7e | Chantal Blaak      | Pays-Bas    | Boels Dolmans                 | + 9 s           |
| 8e | Barbara Guarischi  | Italie      | Canyon-SRAM Racing            | + 11 s          |
| 9e | Hannah Barnes      | Royaume-Uni | Canyon-SRAM Racing            | + 11 s          |
| 10e | Sara Mustonen      | Suède       | Liv-Plantur                   | + 11 s          |

### 2eétape
Si des attaques ponctuent le début d'étape, il faut attendre le premier prix de monts, pour qu'Annemiek van Vleuten, Chantal Blaak, Elisa Longo Borghini et Ashleigh Moolman ne parviennent à creuser provisoirement un écart avec le peloton. Elles sont rejointes par Olga Zabelinskaïa, Amanda Spratt, Emilia Fahlin, Ellen van Dijk et Emma Johansson. Ce groupe étant trop dangereux, la poursuite s'organise rapidement et reprend les fuyardes. Mia Radotic attaque ensuite et compte une avance allant jusqu'à trente secondes, mais est également reprise. Annemiek van Vleuten fait plusieurs tentatives d'échappée dans le final. Ce n'est qu'à deux kilomètres de l'arrivée qu'Olga Zabelinskaïa ne trouve la brèche et ne s'impose en solitaire. Marianne Vos se classe deuxième devant Emilia Fahlin. La Russe devient la nouvelle leader du classement général,.
| \| Classement de l'étape \| Classement de l'étape \| Classement de l'étape \| Classement de l'étape \| Classement de l'étape \| \| Coureuse \| Coureuse \| Pays \| Équipe \| Temps \| \| --------------------- \| --------------------- \| --------------------- \| --------------------- \| --------------------- \| \| 1re \| Olga Zabelinskaïa \| Russie \| Russie \| 2 h 43 min 58 s \| \| 2e \| Marianne Vos \| Pays-Bas \| Rabo Liv Women \| + 23 s \| \| 3e \| Emilia Fahlin \| Suède \| Alé Cipollini \| + 23 s \| \| 4e \| Ashleigh Moolman \| Afrique du Sud \| Cervélo Bigla \| + 23 s \| \| 5e \| Ellen van Dijk \| Pays-Bas \| Boels Dolmans \| + 23 s \| \| 6e \| Annemiek van Vleuten \| Pays-Bas \| Orica-AIS \| + 23 s \| \| 7e \| Elena Cecchini \| Italie \| Canyon-SRAM Racing \| + 23 s \| \| 8e \| Emma Johansson \| Suède \| Wiggle High5 \| + 23 s \| \| 9e \| Elisa Longo Borghini \| Italie \| Wiggle High5 \| + 23 s \| \| 10e \| Tatiana Guderzo \| Italie \| Italie \| + 23 s \| |                      |                |                    |                 |
| |                      |                |                    |                 |
| Source : ProCyclingStats |                      |                |                    |                 |
| Classement de l'étape |                      |                |                    |                 |
| Coureuse | Coureuse             | Pays           | Équipe             | Temps           |
| 1re | Olga Zabelinskaïa    | Russie         | Russie             | 2 h 43 min 58 s |
| 2e | Marianne Vos         | Pays-Bas       | Rabo Liv Women     | + 23 s          |
| 3e | Emilia Fahlin        | Suède          | Alé Cipollini      | + 23 s          |
| 4e | Ashleigh Moolman     | Afrique du Sud | Cervélo Bigla      | + 23 s          |
| 5e | Ellen van Dijk       | Pays-Bas       | Boels Dolmans      | + 23 s          |
| 6e | Annemiek van Vleuten | Pays-Bas       | Orica-AIS          | + 23 s          |
| 7e | Elena Cecchini       | Italie         | Canyon-SRAM Racing | + 23 s          |
| 8e | Emma Johansson       | Suède          | Wiggle High5       | + 23 s          |
| 9e | Elisa Longo Borghini | Italie         | Wiggle High5       | + 23 s          |
| 10e | Tatiana Guderzo      | Italie         | Italie             | + 23 s          |

| \| Classement général \| Classement général \| Classement général \| Classement général \| Classement général \| \| Coureuse \| Coureuse \| Pays \| Équipe \| Temps \| \| ------------------ \| -------------------- \| ------------------ \| ------------------ \| ------------------ \| \| 1re \| Olga Zabelinskaïa \| Russie \| Russie \| 4 h 24 min 33 s \| \| 2e \| Marianne Vos \| Pays-Bas \| Rabo Liv Women \| + 19 s \| \| 3e \| Emilia Fahlin \| Suède \| Suède \| + 32 s \| \| 4e \| Emma Johansson \| Suède \| Wiggle High5 \| + 34 s \| \| 5e \| Tatiana Guderzo \| Italie \| Italie \| + 35 s \| \| 6e \| Ellen van Dijk \| Pays-Bas \| Boels Dolmans \| + 36 s \| \| 7e \| Annemiek van Vleuten \| Pays-Bas \| Orica-AIS \| + 36 s \| \| 8e \| Elena Cecchini \| Italie \| Canyon-SRAM Racing \| + 36 s \| \| 9e \| Ashleigh Moolman \| Afrique du Sud \| Cervélo Bigla \| + 36 s \| \| 10e \| Elisa Longo Borghini \| Italie \| Wiggle High5 \| + 36 s \| |                      |                |                    |                 |
| |                      |                |                    |                 |
| Source : ProCyclingStats |                      |                |                    |                 |
| Classement général |                      |                |                    |                 |
| Coureuse | Coureuse             | Pays           | Équipe             | Temps           |
| 1re | Olga Zabelinskaïa    | Russie         | Russie             | 4 h 24 min 33 s |
| 2e | Marianne Vos         | Pays-Bas       | Rabo Liv Women     | + 19 s          |
| 3e | Emilia Fahlin        | Suède          | Suède              | + 32 s          |
| 4e | Emma Johansson       | Suède          | Wiggle High5       | + 34 s          |
| 5e | Tatiana Guderzo      | Italie         | Italie             | + 35 s          |
| 6e | Ellen van Dijk       | Pays-Bas       | Boels Dolmans      | + 36 s          |
| 7e | Annemiek van Vleuten | Pays-Bas       | Orica-AIS          | + 36 s          |
| 8e | Elena Cecchini       | Italie         | Canyon-SRAM Racing | + 36 s          |
| 9e | Ashleigh Moolman     | Afrique du Sud | Cervélo Bigla      | + 36 s          |
| 10e | Elisa Longo Borghini | Italie         | Wiggle High5       | + 36 s          |

### 3eétape
Une première échappée constituée d'Alexis Ryan et de Coryn Rivera part après le premier prix de la montagne. Elles se font cependant rapidement reprendre par le peloton. Lisa Brennauer et Esra Tromp tentent chacune leur tour leur chance par la suite sans plus de succès. Un groupe avec Gracie Elvin, Chantal Blaak et Vita Heine s'extirpe du peloton. Olga Zabelinskaya mène le peloton en personne pour revenir sur les échappées. Elles sont reprises à sept kilomètres de l'arrivée. Au sprint, Marianne Vos domine aisément ses adversaires. Emma Johansson et Ellen van Dijk complètent le podium. Au niveau anecdote, Trixi Worrack franchit son 10 000e kilomètres sur le Tour de Thuringe en dix-sept éditions,.
| \| Classement de l'étape \| Classement de l'étape \| Classement de l'étape \| Classement de l'étape \| Classement de l'étape \| \| Coureuse \| Coureuse \| Pays \| Équipe \| Temps \| \| --------------------- \| --------------------- \| --------------------- \| ----------------------------- \| --------------------- \| \| 1re \| Marianne Vos \| Pays-Bas \| Rabo Liv Women \| 3 h 01 min 18 s \| \| 2e \| Emma Johansson \| Suède \| Wiggle High5 \| + 3 s \| \| 3e \| Ellen van Dijk \| Pays-Bas \| Boels Dolmans \| + 3 s \| \| 4e \| Lisa Brennauer \| Allemagne \| Canyon-SRAM Racing \| + 3 s \| \| 5e \| Annemiek van Vleuten \| Pays-Bas \| Orica-AIS \| + 3 s \| \| 6e \| Emilia Fahlin \| Suède \| Suède \| + 3 s \| \| 7e \| Coryn Rivera \| États-Unis \| UnitedHealthcare Women's Team \| + 3 s \| \| 8e \| Lotta Lepistö \| Finlande \| Cervélo Bigla \| + 3 s \| \| 9e \| Katarzyna Pawłowska \| Pologne \| Boels Dolmans \| + 6 s \| \| 10e \| Alice Barnes \| Royaume-Uni \| Grande-Bretagne \| + 6 s \| |                      |             |                               |                 |
| |                      |             |                               |                 |
| Source : ProCyclingStats |                      |             |                               |                 |
| Classement de l'étape |                      |             |                               |                 |
| Coureuse | Coureuse             | Pays        | Équipe                        | Temps           |
| 1re | Marianne Vos         | Pays-Bas    | Rabo Liv Women                | 3 h 01 min 18 s |
| 2e | Emma Johansson       | Suède       | Wiggle High5                  | + 3 s           |
| 3e | Ellen van Dijk       | Pays-Bas    | Boels Dolmans                 | + 3 s           |
| 4e | Lisa Brennauer       | Allemagne   | Canyon-SRAM Racing            | + 3 s           |
| 5e | Annemiek van Vleuten | Pays-Bas    | Orica-AIS                     | + 3 s           |
| 6e | Emilia Fahlin        | Suède       | Suède                         | + 3 s           |
| 7e | Coryn Rivera         | États-Unis  | UnitedHealthcare Women's Team | + 3 s           |
| 8e | Lotta Lepistö        | Finlande    | Cervélo Bigla                 | + 3 s           |
| 9e | Katarzyna Pawłowska  | Pologne     | Boels Dolmans                 | + 6 s           |
| 10e | Alice Barnes         | Royaume-Uni | Grande-Bretagne               | + 6 s           |

| \| Classement général \| Classement général \| Classement général \| Classement général \| Classement général \| \| Coureuse \| Coureuse \| Pays \| Équipe \| Temps \| \| ------------------ \| -------------------- \| ------------------ \| ------------------ \| ------------------ \| \| 1re \| Olga Zabelinskaïa \| Russie \| Russie \| 7 h 25 min 57 s \| \| 2e \| Marianne Vos \| Pays-Bas \| Rabo Liv Women \| + 3 s \| \| 3e \| Emma Johansson \| Suède \| Wiggle High5 \| + 21 s \| \| 4e \| Ellen van Dijk \| Pays-Bas \| Boels Dolmans \| + 29 s \| \| 5e \| Emilia Fahlin \| Suède \| Suède \| + 29 s \| \| 6e \| Annemiek van Vleuten \| Pays-Bas \| Orica-AIS \| + 32 s \| \| 7e \| Elena Cecchini \| Italie \| Canyon-SRAM Racing \| + 36 s \| \| 8e \| Ashleigh Moolman \| Afrique du Sud \| Cervélo Bigla \| + 36 s \| \| 9e \| Tatiana Guderzo \| Italie \| Hitec Products \| + 39 s \| \| 10e \| Amanda Spratt \| Australie \| Orica-AIS \| + 52 s \| |                      |                |                    |                 |
| |                      |                |                    |                 |
| Source : ProCyclingStats |                      |                |                    |                 |
| Classement général |                      |                |                    |                 |
| Coureuse | Coureuse             | Pays           | Équipe             | Temps           |
| 1re | Olga Zabelinskaïa    | Russie         | Russie             | 7 h 25 min 57 s |
| 2e | Marianne Vos         | Pays-Bas       | Rabo Liv Women     | + 3 s           |
| 3e | Emma Johansson       | Suède          | Wiggle High5       | + 21 s          |
| 4e | Ellen van Dijk       | Pays-Bas       | Boels Dolmans      | + 29 s          |
| 5e | Emilia Fahlin        | Suède          | Suède              | + 29 s          |
| 6e | Annemiek van Vleuten | Pays-Bas       | Orica-AIS          | + 32 s          |
| 7e | Elena Cecchini       | Italie         | Canyon-SRAM Racing | + 36 s          |
| 8e | Ashleigh Moolman     | Afrique du Sud | Cervélo Bigla      | + 36 s          |
| 9e | Tatiana Guderzo      | Italie         | Hitec Products     | + 39 s          |
| 10e | Amanda Spratt        | Australie      | Orica-AIS          | + 52 s          |

### 4eétape
Sur le contre-la-montre long de 19 km, Ellen van Dijk creuse un écart de vingt-quatre secondes sur sa poursuivante Annemiek van Vleuten, pourtant championne des Pays-Bas de la spécialité. Ashleigh Moolman réalise un très bon contre-la-montre et se classe troisième devant l'ancienne championne du monde de la spécialité Lisa Brennauer et l'actuelle Linda Villumsen. Ellen van Dijk s'empare de la tête du classement général. L'organisation lui inflige cependant une pénalité de vingt secondes pour avoir pris un raccourci sur le circuit par inadvertance .
| \| Classement de l'étape \| Classement de l'étape \| Classement de l'étape \| Classement de l'étape \| Classement de l'étape \| \| Coureuse \| Coureuse \| Pays \| Équipe \| Temps \| \| --------------------- \| --------------------- \| --------------------- \| ----------------------------- \| --------------------- \| \| 1re \| Ellen van Dijk \| Pays-Bas \| Boels Dolmans \| 24 min 34 s \| \| 2e \| Annemiek van Vleuten \| Pays-Bas \| Orica-AIS \| + 25 s \| \| 3e \| Ashleigh Moolman \| Afrique du Sud \| Cervélo Bigla \| + 35 s \| \| 4e \| Lisa Brennauer \| Allemagne \| Canyon-SRAM Racing \| + 43 s \| \| 5e \| Linda Villumsen \| Nouvelle-Zélande \| UnitedHealthcare Women's Team \| + 1 min 05 s \| \| 6e \| Lauren Stephens \| États-Unis \| Tibco-Silicon Valley Bank \| + 1 min 06 s \| \| 7e \| Roxane Knetemann \| Pays-Bas \| Rabo Liv Women \| + 1 min 10 s \| \| 8e \| Marianne Vos \| Pays-Bas \| Rabo Liv Women \| + 1 min 17 s \| \| 9e \| Chantal Blaak \| Pays-Bas \| Boels Dolmans \| + 1 min 26 s \| \| 10e \| Olga Zabelinskaïa \| Russie \| Russie \| + 1 min 27 s \| |                      |                  |                               |              |
| |                      |                  |                               |              |
| Source : ProCyclingStats |                      |                  |                               |              |
| Classement de l'étape |                      |                  |                               |              |
| Coureuse | Coureuse             | Pays             | Équipe                        | Temps        |
| 1re | Ellen van Dijk       | Pays-Bas         | Boels Dolmans                 | 24 min 34 s  |
| 2e | Annemiek van Vleuten | Pays-Bas         | Orica-AIS                     | + 25 s       |
| 3e | Ashleigh Moolman     | Afrique du Sud   | Cervélo Bigla                 | + 35 s       |
| 4e | Lisa Brennauer       | Allemagne        | Canyon-SRAM Racing            | + 43 s       |
| 5e | Linda Villumsen      | Nouvelle-Zélande | UnitedHealthcare Women's Team | + 1 min 05 s |
| 6e | Lauren Stephens      | États-Unis       | Tibco-Silicon Valley Bank     | + 1 min 06 s |
| 7e | Roxane Knetemann     | Pays-Bas         | Rabo Liv Women                | + 1 min 10 s |
| 8e | Marianne Vos         | Pays-Bas         | Rabo Liv Women                | + 1 min 17 s |
| 9e | Chantal Blaak        | Pays-Bas         | Boels Dolmans                 | + 1 min 26 s |
| 10e | Olga Zabelinskaïa    | Russie           | Russie                        | + 1 min 27 s |

| \| Classement général \| Classement général \| Classement général \| Classement général \| Classement général \| \| Coureuse \| Coureuse \| Pays \| Équipe \| Temps \| \| ------------------ \| -------------------- \| ------------------ \| ----------------------------- \| ------------------ \| \| 1re \| Ellen van Dijk \| Pays-Bas \| Boels Dolmans \| + 7 h 51 min 20 s \| \| 2e \| Annemiek van Vleuten \| Pays-Bas \| Orica-AIS \| + 8 s \| \| 3e \| Ashleigh Moolman \| Afrique du Sud \| Cervélo Bigla \| + 22 s \| \| 4e \| Marianne Vos \| Pays-Bas \| Rabo Liv Women \| + 31 s \| \| 5e \| Olga Zabelinskaïa \| Russie \| Russie \| + 38 s \| \| 6e \| Lisa Brennauer \| Allemagne \| Canyon-SRAM Racing \| + 49 s \| \| 7e \| Emma Johansson \| Suède \| Wiggle High5 \| + 1 min 16 s \| \| 8e \| Elena Cecchini \| Italie \| Canyon-SRAM Racing \| + 1 min 24 s \| \| 9e \| Linda Villumsen \| Nouvelle-Zélande \| UnitedHealthcare Women's Team \| + 1 min 35 s \| \| 10e \| Chantal Blaak \| Pays-Bas \| Boels Dolmans \| + 1 min 51 s \| |                      |                  |                               |                   |
| |                      |                  |                               |                   |
| Source : ProCyclingStats |                      |                  |                               |                   |
| Classement général |                      |                  |                               |                   |
| Coureuse | Coureuse             | Pays             | Équipe                        | Temps             |
| 1re | Ellen van Dijk       | Pays-Bas         | Boels Dolmans                 | + 7 h 51 min 20 s |
| 2e | Annemiek van Vleuten | Pays-Bas         | Orica-AIS                     | + 8 s             |
| 3e | Ashleigh Moolman     | Afrique du Sud   | Cervélo Bigla                 | + 22 s            |
| 4e | Marianne Vos         | Pays-Bas         | Rabo Liv Women                | + 31 s            |
| 5e | Olga Zabelinskaïa    | Russie           | Russie                        | + 38 s            |
| 6e | Lisa Brennauer       | Allemagne        | Canyon-SRAM Racing            | + 49 s            |
| 7e | Emma Johansson       | Suède            | Wiggle High5                  | + 1 min 16 s      |
| 8e | Elena Cecchini       | Italie           | Canyon-SRAM Racing            | + 1 min 24 s      |
| 9e | Linda Villumsen      | Nouvelle-Zélande | UnitedHealthcare Women's Team | + 1 min 35 s      |
| 10e | Chantal Blaak        | Pays-Bas         | Boels Dolmans                 | + 1 min 51 s      |

### 5eétape
Le parcours de l'étape est très vallonnée. La première échappée est Olena Pavlukhina. Son avance monte à trente-six secondes, avant de se faire reprendre par le peloton. Sa coéquipière Eugenia Bujak contre alors et parvient à creuser un écart d'une minute sur un peloton emmené par l'équipe UnitedHealthcare. Au bout de dix-sept kilomètres d'échappée, la Polonaise est reprise. Gracie Elvin et Linda Villumsen tentent ensuite leur chance. Leur avance atteint les deux minutes. Dans une des dernières montées de la journée la première ne parvient plus à suivre Linda Villumsen. La Néo-Zélandaise continue seule, mais se fait rejoindre dans le final par le peloton. L'étape est remportée au sprint par Marianne Vos devant Elena Cecchini et Annemiek van Vleuten.
| \| Classement de l'étape \| Classement de l'étape \| Classement de l'étape \| Classement de l'étape \| Classement de l'étape \| \| Coureuse \| Coureuse \| Pays \| Équipe \| Temps \| \| --------------------- \| --------------------- \| --------------------- \| ----------------------------- \| --------------------- \| \| 1re \| Marianne Vos \| Pays-Bas \| Rabo Liv Women \| 2 h 38 min 35 s \| \| 2e \| Elena Cecchini \| Italie \| Canyon-SRAM Racing \| + 0 s \| \| 3e \| Annemiek van Vleuten \| Pays-Bas \| Orica-AIS \| + 0 s \| \| 4e \| Coryn Rivera \| États-Unis \| UnitedHealthcare Women's Team \| + 0 s \| \| 5e \| Olga Zabelinskaïa \| Russie \| Russie \| + 0 s \| \| 6e \| Rachel Neylan \| Australie \| Orica-AIS \| + 0 s \| \| 7e \| Lisa Brennauer \| Allemagne \| Canyon-SRAM Racing \| + 0 s \| \| 8e \| Ashleigh Moolman \| Afrique du Sud \| Cervélo Bigla \| + 0 s \| \| 9e \| Romy Kasper \| Allemagne \| Boels Dolmans \| + 6 s \| \| 10e \| Joëlle Numainville \| Canada \| Cervélo Bigla \| + 6 s \| |                      |                |                               |                 |
| |                      |                |                               |                 |
| Source : ProCyclingStats |                      |                |                               |                 |
| Classement de l'étape |                      |                |                               |                 |
| Coureuse | Coureuse             | Pays           | Équipe                        | Temps           |
| 1re | Marianne Vos         | Pays-Bas       | Rabo Liv Women                | 2 h 38 min 35 s |
| 2e | Elena Cecchini       | Italie         | Canyon-SRAM Racing            | + 0 s           |
| 3e | Annemiek van Vleuten | Pays-Bas       | Orica-AIS                     | + 0 s           |
| 4e | Coryn Rivera         | États-Unis     | UnitedHealthcare Women's Team | + 0 s           |
| 5e | Olga Zabelinskaïa    | Russie         | Russie                        | + 0 s           |
| 6e | Rachel Neylan        | Australie      | Orica-AIS                     | + 0 s           |
| 7e | Lisa Brennauer       | Allemagne      | Canyon-SRAM Racing            | + 0 s           |
| 8e | Ashleigh Moolman     | Afrique du Sud | Cervélo Bigla                 | + 0 s           |
| 9e | Romy Kasper          | Allemagne      | Boels Dolmans                 | + 6 s           |
| 10e | Joëlle Numainville   | Canada         | Cervélo Bigla                 | + 6 s           |

| \| Classement général \| Classement général \| Classement général \| Classement général \| Classement général \| \| Coureuse \| Coureuse \| Pays \| Équipe \| Temps \| \| ------------------ \| -------------------- \| ------------------ \| ----------------------------- \| ------------------ \| \| 1re \| Ellen van Dijk \| Pays-Bas \| Boels Dolmans \| + 10 h 29 min 46 s \| \| 2e \| Annemiek van Vleuten \| Pays-Bas \| Orica-AIS \| + 13 s \| \| 3e \| Marianne Vos \| Pays-Bas \| Rabo Liv Women \| + 30 s \| \| 4e \| Ashleigh Moolman \| Afrique du Sud \| Cervélo Bigla \| + 31 s \| \| 5e \| Olga Zabelinskaïa \| Russie \| Russie \| + 47 s \| \| 6e \| Lisa Brennauer \| Allemagne \| Canyon-SRAM Racing \| + 58 s \| \| 7e \| Elena Cecchini \| Italie \| Canyon-SRAM Racing \| + 1 min 27 s \| \| 8e \| Emma Johansson \| Suède \| Wiggle High5 \| + 1 min 31 s \| \| 9e \| Linda Villumsen \| Nouvelle-Zélande \| UnitedHealthcare Women's Team \| + 1 min 53 s \| \| 10e \| Katarzyna Pawłowska \| Pologne \| Boels Dolmans \| + 2 min 21 s \| |                      |                  |                               |                    |
| |                      |                  |                               |                    |
| Source : ProCyclingStats |                      |                  |                               |                    |
| Classement général |                      |                  |                               |                    |
| Coureuse | Coureuse             | Pays             | Équipe                        | Temps              |
| 1re | Ellen van Dijk       | Pays-Bas         | Boels Dolmans                 | + 10 h 29 min 46 s |
| 2e | Annemiek van Vleuten | Pays-Bas         | Orica-AIS                     | + 13 s             |
| 3e | Marianne Vos         | Pays-Bas         | Rabo Liv Women                | + 30 s             |
| 4e | Ashleigh Moolman     | Afrique du Sud   | Cervélo Bigla                 | + 31 s             |
| 5e | Olga Zabelinskaïa    | Russie           | Russie                        | + 47 s             |
| 6e | Lisa Brennauer       | Allemagne        | Canyon-SRAM Racing            | + 58 s             |
| 7e | Elena Cecchini       | Italie           | Canyon-SRAM Racing            | + 1 min 27 s       |
| 8e | Emma Johansson       | Suède            | Wiggle High5                  | + 1 min 31 s       |
| 9e | Linda Villumsen      | Nouvelle-Zélande | UnitedHealthcare Women's Team | + 1 min 53 s       |
| 10e | Katarzyna Pawłowska  | Pologne          | Boels Dolmans                 | + 2 min 21 s       |

### 6eétape
Le début de course est nerveux, Linda Villumsen, Anouska Koster et Janneke Ensing tentent chacune leur tour de s'échapper en vain. Le profil particulièrement difficile de l'étape produit pourtant une sélection dans le peloton qui se présente au pied de la principale ascension de la journée fort de seulement seize coureuses. Dans celle-ci, Amanda Spratt et Elena Cecchini attaquent et distancent leurs poursuivantes. Leur coopération est bonne et elles passent la ligne d'arrivée avec plus de quatre minutes d'avance. Elle se départage au sprint et comme la veille Elena Cecchini doit se contenter de la deuxième place. Elle se console avec maillot jaune. Annemiek van Vleuten règle le groupe des poursuivantes.
| \| Classement de l'étape \| Classement de l'étape \| Classement de l'étape \| Classement de l'étape \| Classement de l'étape \| \| Coureuse \| Coureuse \| Pays \| Équipe \| Temps \| \| --------------------- \| --------------------- \| --------------------- \| ----------------------------- \| --------------------- \| \| 1re \| Amanda Spratt \| Australie \| Orica-AIS \| 3 h 47 min 31 s \| \| 2e \| Elena Cecchini \| Italie \| Canyon-SRAM Racing \| + 2 s \| \| 3e \| Annemiek van Vleuten \| Pays-Bas \| Orica-AIS \| + 4 min 39 s \| \| 4e \| Marianne Vos \| Pays-Bas \| Rabo Liv Women \| + 4 min 39 s \| \| 5e \| Emma Johansson \| Suède \| Wiggle High5 \| + 4 min 39 s \| \| 6e \| Emilia Fahlin \| Suède \| Suède \| + 4 min 39 s \| \| 7e \| Ellen van Dijk \| Pays-Bas \| Boels Dolmans \| + 4 min 39 s \| \| 8e \| Coryn Rivera \| États-Unis \| UnitedHealthcare Women's Team \| + 4 min 39 s \| \| 9e \| Joëlle Numainville \| Canada \| Cervélo Bigla \| + 4 min 39 s \| \| 10e \| Ashleigh Moolman \| Afrique du Sud \| Cervélo Bigla \| + 4 min 39 s \| |                      |                |                               |                 |
| |                      |                |                               |                 |
| Source : ProCyclingStats |                      |                |                               |                 |
| Classement de l'étape |                      |                |                               |                 |
| Coureuse | Coureuse             | Pays           | Équipe                        | Temps           |
| 1re | Amanda Spratt        | Australie      | Orica-AIS                     | 3 h 47 min 31 s |
| 2e | Elena Cecchini       | Italie         | Canyon-SRAM Racing            | + 2 s           |
| 3e | Annemiek van Vleuten | Pays-Bas       | Orica-AIS                     | + 4 min 39 s    |
| 4e | Marianne Vos         | Pays-Bas       | Rabo Liv Women                | + 4 min 39 s    |
| 5e | Emma Johansson       | Suède          | Wiggle High5                  | + 4 min 39 s    |
| 6e | Emilia Fahlin        | Suède          | Suède                         | + 4 min 39 s    |
| 7e | Ellen van Dijk       | Pays-Bas       | Boels Dolmans                 | + 4 min 39 s    |
| 8e | Coryn Rivera         | États-Unis     | UnitedHealthcare Women's Team | + 4 min 39 s    |
| 9e | Joëlle Numainville   | Canada         | Cervélo Bigla                 | + 4 min 39 s    |
| 10e | Ashleigh Moolman     | Afrique du Sud | Cervélo Bigla                 | + 4 min 39 s    |

| \| Classement général \| Classement général \| Classement général \| Classement général \| Classement général \| \| Coureuse \| Coureuse \| Pays \| Équipe \| Temps \| \| ------------------ \| -------------------- \| ------------------ \| ------------------ \| ------------------ \| \| 1re \| Elena Cecchini \| Italie \| Canyon-SRAM Racing \| 14 h 18 min 34 s \| \| 2e \| Amanda Spratt \| Australie \| Orica-AIS \| + 3 min 05 s \| \| 3e \| Ellen van Dijk \| Pays-Bas \| Boels Dolmans \| + 3 min 20 s \| \| 4e \| Annemiek van Vleuten \| Pays-Bas \| Orica-AIS \| + 3 min 30 s \| \| 5e \| Marianne Vos \| Pays-Bas \| Rabo Liv Women \| + 3 min 49 s \| \| 6e \| Ashleigh Moolman \| Afrique du Sud \| Cervélo Bigla \| + 3 min 52 s \| \| 7e \| Olga Zabelinskaïa \| Russie \| Russie \| + 4 min 09 s \| \| 8e \| Lisa Brennauer \| Allemagne \| Canyon-SRAM Racing \| + 4 min 24 s \| \| 9e \| Emma Johansson \| Suède \| Wiggle High5 \| + 4 min 53 s \| \| 10e \| Emilia Fahlin \| Suède \| Suède \| + 5 min 52 s \| |                      |                |                    |                  |
| |                      |                |                    |                  |
| Source : ProCyclingStats |                      |                |                    |                  |
| Classement général |                      |                |                    |                  |
| Coureuse | Coureuse             | Pays           | Équipe             | Temps            |
| 1re | Elena Cecchini       | Italie         | Canyon-SRAM Racing | 14 h 18 min 34 s |
| 2e | Amanda Spratt        | Australie      | Orica-AIS          | + 3 min 05 s     |
| 3e | Ellen van Dijk       | Pays-Bas       | Boels Dolmans      | + 3 min 20 s     |
| 4e | Annemiek van Vleuten | Pays-Bas       | Orica-AIS          | + 3 min 30 s     |
| 5e | Marianne Vos         | Pays-Bas       | Rabo Liv Women     | + 3 min 49 s     |
| 6e | Ashleigh Moolman     | Afrique du Sud | Cervélo Bigla      | + 3 min 52 s     |
| 7e | Olga Zabelinskaïa    | Russie         | Russie             | + 4 min 09 s     |
| 8e | Lisa Brennauer       | Allemagne      | Canyon-SRAM Racing | + 4 min 24 s     |
| 9e | Emma Johansson       | Suède          | Wiggle High5       | + 4 min 53 s     |
| 10e | Emilia Fahlin        | Suède          | Suède              | + 5 min 52 s     |

### 7eétape
À mi-étape, Annemiek van Vleuten décide de partir seule en tête et compte jusqu'à une minute d'avance sur le peloton. Un groupe de huit coureuses la poursuit. Il s'agit d'Elena Cecchini, Amanda Spratt, Ellen van Dijk, Lisa Brennauer, Joelle Numainville, Ashleigh Moolman-Pasio, Emma Johansson, Vita Heine. Annemiek van Vleuten est victime d'un problème mécanique. Après un changement de vélo, elle repart mais avec une avance réduite à trente secondes. Elle est finalement reprise, et le peloton rejoint le groupe de tête. Une nouvelle échappée se forme alors avec Coryn Rivera, Moniek Tenniglo, Amy Pieters, Tatiana Guderzo, Nicole Hanselmann et Rachel Neylan. L'écart monte rapidement à deux minutes. Alors que le groupe de tête voit le peloton revenir rapidement sur lui, Coryn Rivera et Amy Pieters se joue la victoire au sprint. L'Américaine devance la Néerlandaise de peu. Marianne Vos est la plus rapide du peloton et prend la sixième place. Au classement général, il n'y a pas de changement majeur. Elena Cecchini remporte donc le Tour de Thuringe.
| \| Classement de l'étape \| Classement de l'étape \| Classement de l'étape \| Classement de l'étape \| Classement de l'étape \| \| Coureuse \| Coureuse \| Pays \| Équipe \| Temps \| \| --------------------- \| --------------------- \| --------------------- \| ----------------------------- \| --------------------- \| \| 1re \| Coryn Rivera \| États-Unis \| UnitedHealthcare Women's Team \| 3 h 22 min 00 s \| \| 2e \| Amy Pieters \| Pays-Bas \| Wiggle High5 \| + 0 s \| \| 3e \| Nicole Hanselmann \| Suisse \| Cervélo Bigla \| + 2 s \| \| 4e \| Rachel Neylan \| Australie \| Orica-AIS \| + 4 s \| \| 5e \| Tatiana Guderzo \| Italie \| Hitec Products \| + 5 s \| \| 6e \| Marianne Vos \| Pays-Bas \| Rabo Liv Women \| + 23 s \| \| 7e \| Ashleigh Moolman \| Afrique du Sud \| Cervélo Bigla \| + 23 s \| \| 8e \| Ellen van Dijk \| Pays-Bas \| Boels Dolmans \| + 23 s \| \| 9e \| Annemiek van Vleuten \| Pays-Bas \| Orica-AIS \| + 23 s \| \| 10e \| Amanda Spratt \| Australie \| Orica-AIS \| + 23 s \| |                      |                |                               |                 |
| |                      |                |                               |                 |
| Source : ProCyclingStats |                      |                |                               |                 |
| Classement de l'étape |                      |                |                               |                 |
| Coureuse | Coureuse             | Pays           | Équipe                        | Temps           |
| 1re | Coryn Rivera         | États-Unis     | UnitedHealthcare Women's Team | 3 h 22 min 00 s |
| 2e | Amy Pieters          | Pays-Bas       | Wiggle High5                  | + 0 s           |
| 3e | Nicole Hanselmann    | Suisse         | Cervélo Bigla                 | + 2 s           |
| 4e | Rachel Neylan        | Australie      | Orica-AIS                     | + 4 s           |
| 5e | Tatiana Guderzo      | Italie         | Hitec Products                | + 5 s           |
| 6e | Marianne Vos         | Pays-Bas       | Rabo Liv Women                | + 23 s          |
| 7e | Ashleigh Moolman     | Afrique du Sud | Cervélo Bigla                 | + 23 s          |
| 8e | Ellen van Dijk       | Pays-Bas       | Boels Dolmans                 | + 23 s          |
| 9e | Annemiek van Vleuten | Pays-Bas       | Orica-AIS                     | + 23 s          |
| 10e | Amanda Spratt        | Australie      | Orica-AIS                     | + 23 s          |

## Classements finals

### Classement général final
| \| Classement général \| Classement général \| Classement général \| Classement général \| Classement général \| \| Coureuse \| Coureuse \| Pays \| Équipe \| Temps \| \| ------------------ \| -------------------- \| ------------------ \| ----------------------------- \| ------------------ \| \| 1re \| Elena Cecchini \| Italie \| Canyon-SRAM Racing \| 17 h 41 min 04 s \| \| 2e \| Amanda Spratt \| Australie \| Orica-AIS \| + 2 min 58 s \| \| 3e \| Ellen van Dijk \| Pays-Bas \| Boels Dolmans \| + 3 min 12 s \| \| 4e \| Annemiek van Vleuten \| Pays-Bas \| Orica-AIS \| + 3 min 21 s \| \| 5e \| Marianne Vos \| Pays-Bas \| Rabo Liv Women \| + 3 min 39 s \| \| 6e \| Ashleigh Moolman \| Afrique du Sud \| Cervélo Bigla \| + 3 min 45 s \| \| 7e \| Olga Zabelinskaïa \| Russie \| Russie \| + 4 min 05 s \| \| 8e \| Lisa Brennauer \| Allemagne \| Canyon-SRAM Racing \| + 4 min 27 s \| \| 9e \| Emma Johansson \| Suède \| Wiggle High5 \| + 4 min 46 s \| \| 10e \| Coryn Rivera \| États-Unis \| UnitedHealthcare Women's Team \| + 5 min 27 s \| |                      |                |                               |                  |
| |                      |                |                               |                  |
| Source : ProCyclingStats |                      |                |                               |                  |
| Classement général |                      |                |                               |                  |
| Coureuse | Coureuse             | Pays           | Équipe                        | Temps            |
| 1re | Elena Cecchini       | Italie         | Canyon-SRAM Racing            | 17 h 41 min 04 s |
| 2e | Amanda Spratt        | Australie      | Orica-AIS                     | + 2 min 58 s     |
| 3e | Ellen van Dijk       | Pays-Bas       | Boels Dolmans                 | + 3 min 12 s     |
| 4e | Annemiek van Vleuten | Pays-Bas       | Orica-AIS                     | + 3 min 21 s     |
| 5e | Marianne Vos         | Pays-Bas       | Rabo Liv Women                | + 3 min 39 s     |
| 6e | Ashleigh Moolman     | Afrique du Sud | Cervélo Bigla                 | + 3 min 45 s     |
| 7e | Olga Zabelinskaïa    | Russie         | Russie                        | + 4 min 05 s     |
| 8e | Lisa Brennauer       | Allemagne      | Canyon-SRAM Racing            | + 4 min 27 s     |
| 9e | Emma Johansson       | Suède          | Wiggle High5                  | + 4 min 46 s     |
| 10e | Coryn Rivera         | États-Unis     | UnitedHealthcare Women's Team | + 5 min 27 s     |

### Classements annexes

#### Classement des sprints
| Classement des sprints | Classement des sprints | Classement des sprints | Classement des sprints | Classement des sprints |
| ---------------------- | ---------------------- | ---------------------- | ---------------------- | ---------------------- |
|                        | Coureur                | Pays                   | Équipe                 | Point(s)               |
| 1er                    | Marianne Vos           | Pays-Bas               | Rabo Liv Women         | 27 points              |
| 2e                     | Lotta Lepistö          | Finlande               | Cervélo Bigla          | 20 pts                 |
| 3e                     | Elena Cecchini         | Italie                 | Canyon-SRAM            | 14 pts                 |
| modifier               |                        |                        |                        |                        |

#### Classement de la meilleure grimpeuse
| Classement de la meilleure grimpeuse | Classement de la meilleure grimpeuse | Classement de la meilleure grimpeuse | Classement de la meilleure grimpeuse | Classement de la meilleure grimpeuse |
| ------------------------------------ | ------------------------------------ | ------------------------------------ | ------------------------------------ | ------------------------------------ |
|                                      | Coureur                              | Pays                                 | Équipe                               | Point(s)                             |
| 1er                                  | Emma Johansson                       | Suède                                | Wiggle High5                         | 28 points                            |
| 2e                                   | Ashleigh Moolman-Pasio               | Afrique du Sud                       | Cervélo Bigla                        | 20 pts                               |
| 3e                                   | Eugenia Bujak                        | Pologne                              | équipe cycliste BTC City Ljubljana   | 12 pts                               |
| modifier                             |                                      |                                      |                                      |                                      |

#### Classement de la meilleure jeune
| Classement de la meilleure jeune | Classement de la meilleure jeune | Classement de la meilleure jeune | Classement de la meilleure jeune   | Classement de la meilleure jeune |
|                                  | Coureur                          | Pays                             | Équipe                             | Temps                            |
| -------------------------------- | -------------------------------- | -------------------------------- | ---------------------------------- | -------------------------------- |
| 1er                              | Liane Lippert                    | Allemagne                        | Sélection nationale d'Allemagne    | en 17 h 52 min 12 s              |
| 2e                               | Alice Barnes                     | Royaume-Uni                      | Sélection nationale du Royaume-Uni | +1 min 15 s                      |
| 3e                               | Katrine Aalerud                  | Norvège                          | Sélection nationale du Norvège     | +4 min 37 s                      |
| modifier                         |                                  |                                  |                                    |                                  |

#### Classement de la meilleure allemande
| Classement de la meilleure allemande | Classement de la meilleure allemande | Classement de la meilleure allemande | Classement de la meilleure allemande | Classement de la meilleure allemande |
|                                      | Coureur                              | Pays                                 | Équipe                               | Temps                                |
| ------------------------------------ | ------------------------------------ | ------------------------------------ | ------------------------------------ | ------------------------------------ |
| 1er                                  | Lisa Brennauer                       | Allemagne                            | Canyon-SRAM                          | en 17 h 45 min 31 s                  |
| 2e                                   | Liane Lippert                        | Allemagne                            | Sélection nationale d'Allemagne      | +6 min 41 s                          |
| 3e                                   | Romy Kasper                          | Allemagne                            | Boels Dolmans                        | +6 min 57 s                          |
| modifier                             |                                      |                                      |                                      |                                      |

#### Classement de la meilleure équipe
| Classement de la meilleure équipe | Classement de la meilleure équipe | Classement de la meilleure équipe | Classement de la meilleure équipe | Classement de la meilleure équipe |
|                                   | Coureur                           | Pays                              | Équipe                            | Temps                             |
| --------------------------------- | --------------------------------- | --------------------------------- | --------------------------------- | --------------------------------- |
| 1er                               | Orica-AIS                         | Australie                         | '                                 | en 53 h 19 min 18 s               |
| 2e                                | Canyon-SRAM                       | Allemagne                         |                                   | +1 min 19 s                       |
| 3e                                | Boels Dolmans                     | Pays-Bas                          |                                   | +3 min 2 s                        |
| modifier                          |                                   |                                   |                                   |                                   |

## Évolution des classements
| Étape            | Vainqueur         | Classement général | Classement des sprints | Classement de la montagne | Classement de la meilleure jeune | Classement de la coureuse la plus active | Classement de la meilleure allemande | Classement de la meilleure équipe |
| ---------------- | ----------------- | ------------------ | ---------------------- | ------------------------- | -------------------------------- | ---------------------------------------- | ------------------------------------ | --------------------------------- |
| 1re              | Marianne Vos      | Marianne Vos       | Lotta Lepistö          | Elena Kuchinskaya         | Alexis Ryan                      | Janneke Ensing                           | Lisa Brennauer                       | Rabo Liv Women                    |
| 2e               | Olga Zabelinskaïa | Olga Zabelinskaïa  | Lotta Lepistö          | Elena Kuchinskaya         | Eva Buurman                      | Mia Radotic                              | Lisa Brennauer                       | Wiggle High5                      |
| 3e               | Marianne Vos      | Olga Zabelinskaïa  | Lotta Lepistö          | Elena Kuchinskaya         | Alice Barnes                     | Mia Radotic                              | Lisa Brennauer                       | Wiggle High5                      |
| 4e               | Ellen van Dijk    | Ellen van Dijk     | Lotta Lepistö          | Elena Kuchinskaya         | Corinna Lechner                  | Mia Radotic                              | Lisa Brennauer                       | non attribué                      |
| 5e               | Marianne Vos      | Ellen van Dijk     | Lotta Lepistö          | Eugenia Bujak             | Liane Lippert                    | Gracie Elvin                             | Lisa Brennauer                       | Boels Dolmans                     |
| 6e               | Amanda Spratt     | Elena Cecchini     | Marianne Vos           | Emma Johansson            | Liane Lippert                    | Amanda Spratt                            | Lisa Brennauer                       | Orica-AIS                         |
| 7e               | Coryn Rivera      | Elena Cecchini     | Marianne Vos           | Emma Johansson            | Liane Lippert                    | non attribué                             | Lisa Brennauer                       | Orica-AIS                         |
| Classement final | Classement final  | Elena Cecchini     | Marianne Vos           | Emma Johansson            | Liane Lippert                    |                                          | Lisa Brennauer                       | Orica-AIS                         |

## Points UCI
| Position           | 1er | 2e | 3e | 4e | 5e | 6e | 7e | 8e | 9e | 10e | 11e | 12e | 13e | 14e | 15e | 16e | 17e | 18e |
| Classement général | 80  | 60 | 45 | 35 | 30 | 25 | 21 | 18 | 15 | 12  | 10  | 8   | 6   | 5   | 4   | 3   | 2   | 1   |
| Par étape          | 16  | 12 | 8  | 6  | 5  | 4  | 3  | 2  |    |     |     |     |     |     |     |     |     |     |
| Leader, par étape  | 4   |    |    |    |    |    |    |    |    |     |     |     |     |     |     |     |     |     |

## Liste des participantes
| Légende                                          | Légende | Légende                                | Légende                                                                                              |
| ------------------------------------------------ | --- | -------------------------------------- | --- |
| Num                                              | Dossard de départ porté par la coureuse sur ce Tour de Thuringe féminin                                         | Pos                                    | Position finale au classement général                                                                |
| Leader du classement général                     | Indique la vainqueur du classement général                                                                      | Leader du classement de la montagne    | Indique la vainqueur du classement de la montagne                                                    |
| Leader du classement des sprints                 | Indique la vainqueur du classement des sprints                                                                  | Leader du classement du meilleur jeune | Indique la vainqueur du classement de la meilleure jeune                                             |
| Coureur élu combatif lors de la précédente étape | Indique la coureuse la plus combative                                                                           |                                        | Indique la vainqueur du classement de la meilleure allemande                                         |
|                                                  | Indique un maillot de champion national ou mondial, suivi de sa spécialité                                      | #                                      | Indique la meilleure équipe                                                                          |
| NP                                               | Indique une coureuse qui n'a pas pris le départ d'une étape, suivi du numéro de l'étape où elle s'est retirée   | AB                                     | Indique une coureuse qui n'a pas terminé une étape, suivi du numéro de l'étape où elle s'est retirée |
| HD                                               | Indique un coureuse qui a terminé une étape hors des délais, suivi du numéro de l'étape                         | DSQ                                    | Indique un coureur qui a été disqualifié de la course, suivi du numéro de l'étape                    |
| *                                                | Indique un coureuse en lice pour le classement de la meilleure jeune (coureuses nées après le 1er janvier 1994) |                                        | |

| Wiggle High5 WHT | Wiggle High5 WHT             | Wiggle High5 WHT |
| ---------------- | ---------------------------- | ---------------- |
| Num              | Coureur                      | Pos              |
| 1                | Emma Johansson (SWE) (route) | 9e               |
| 2                | Danielle King (GBR)          | 31e              |
| 3                | Elisa Longo Borghini (ITA )  | NP-5             |
| 4                | Amy Pieters (NED)            | 19e              |
| 5                | Giorgia Bronzini (ITA)       | AB-7             |
| 6                | Mayuko Hagiwara (JPN)        | 55e              |

| Boels Dolmans DLT | Boels Dolmans DLT         | Boels Dolmans DLT |
| ----------------- | ------------------------- | ----------------- |
| Num               | Coureur                   | Pos               |
| 11                | Chantal Blaak (NED)       | 52e               |
| 12                | Ellen van Dijk (NED)      | 3e                |
| 13                | Romy Kasper (GER)         | 23e               |
| 14                | Katarzyna Pawłowska (POL) | 13e               |
| 16                | Demi de Jong* (NED)       | AB-3              |

| Rabo Liv Women RBW | Rabo Liv Women RBW           | Rabo Liv Women RBW |
| ------------------ | ---------------------------- | ------------------ |
| Num                | Coureur                      | Pos                |
| 21                 | Anouska Koster (NED) (route) | 24e                |
| 22                 | Jeanne Korevaar* (NED)       | 56e                |
| 23                 | Moniek Tenniglo (NED)        | 49e                |
| 24                 | Roxane Knetemann (NED)       | 21e                |
| 26                 | Marianne Vos (NED)           | 5e                 |

| Canyon-SRAM Racing LPR | Canyon-SRAM Racing LPR       | Canyon-SRAM Racing LPR |
| ---------------------- | ---------------------------- | ---------------------- |
| Num                    | Coureur                      | Pos                    |
| 31                     | Lisa Brennauer (GER)         | 8e                     |
| 32                     | Trixi Worrack (GER)          | 30e                    |
| 33                     | Elena Cecchini (ITA) (route) | 1re                    |
| 34                     | Hannah Barnes* (GBR) (route) | 37e                    |
| 35                     | Alexis Ryan (USA)            | NP-4                   |
| 36                     | Barbara Guarischi (ITA )     | NP-4                   |

| Orica-AIS# OGE | Orica-AIS# OGE              | Orica-AIS# OGE |
| -------------- | --------------------------- | -------------- |
| Num            | Coureur                     | Pos            |
| 41             | Annemiek Van Vleuten (NED)  | 4e             |
| 42             | Loren Rowney (AUS)          | AB-7           |
| 43             | Amanda Spratt (AUS) (route) | 2e             |
| 44             | Gracie Elvin (AUS)          | AB-7           |
| 45             | Rachel Neylan (AUS)         | 25e            |
| 46             | Tayler Wiles (USA)          | AB-7           |

| Cervélo Bigla CBT | Cervélo Bigla CBT             | Cervélo Bigla CBT |
| ----------------- | ----------------------------- | ----------------- |
| Num               | Coureur                       | Pos               |
| 51                | Ashleigh Moolman (RSA)        | 6e                |
| 52                | Gabrielle Pilote-Fortin (CAN) | 58e               |
| 53                | Joëlle Numainville (CAN)      | 14e               |
| 54                | Lotta Lepistö (FIN) (route)   | 46e               |
| 55                | Nicole Hanselmann (SUI)       | 50e               |
| 56                | Stephanie Pohl (GER)          | NP-6              |

| UnitedHealthcare Women's UHC | UnitedHealthcare Women's UHC   | UnitedHealthcare Women's UHC |
| ---------------------------- | ------------------------------ | ---------------------------- |
| Num                          | Coureur                        | Pos                          |
| 61                           | Coryn Rivera (USA )            | 10e                          |
| 62                           | Katie Hall (USA)               | 29e                          |
| 63                           | Iris Slappendel (NED)          | 36e                          |
| 64                           | Diana Peñuela (COL )           | 64e                          |
| 65                           | Linda Melanie Villumsen (NZL ) | 18e                          |
| 66                           | Abigail Mickey (USA )          | AB-3                         |

| Tibco-SVB TIB | Tibco-SVB TIB            | Tibco-SVB TIB |
| ------------- | ------------------------ | ------------- |
| Num           | Coureur                  | Pos           |
| 71            | Lauren Stephens (USA)    | 39e           |
| 72            | Lauren Hall (USA)        | NP-7          |
| 73            | Kathrin Hammes (USA)     | 44e           |
| 74            | Joanne Kiesanowski (NZL) | AB-7          |
| 75            | Kendall Ryan (USA)       | AB-7          |
| 76            | Brianna Walle (USA)      | NP-6          |

| BTC City Ljubljana BTC | BTC City Ljubljana BTC    | BTC City Ljubljana BTC |
| ---------------------- | ------------------------- | ---------------------- |
| Num                    | Coureur                   | Pos                    |
| 81                     | Eugenia Bujak (POL)       | 15e                    |
| 82                     | Corrina Lechner* (GER)    | 60e                    |
| 83                     | Mia Radotic (CRO) (route) | 53e                    |
| 84                     | Ursa Pintar (SLO)         | AB-3                   |
| 85                     | Olena Pavlukhina (AZE)    | 32e                    |
| 86                     | Jelena Eric* (SRB)        | 67e                    |

| Parkhotel Valkenburg PHV | Parkhotel Valkenburg PHV | Parkhotel Valkenburg PHV |
| ------------------------ | ------------------------ | ------------------------ |
| Num                      | Coureur                  | Pos                      |
| 91                       | Esra Tromp (NED)         | AB-7                     |
| 92                       | Eva Buurman* (NED)       | 47e                      |
| 93                       | Janneke Ensing (NED)     | 26e                      |
| 94                       | Sophie de Boer (NED)     | 48e                      |
| 95                       | Jermaine Post (GER)      | 35e                      |
| 96                       | Hanna Solovey (UKR)      | 20e                      |

| Vitalogic Astrokalb Radunion NOE | Vitalogic Astrokalb Radunion NOE  | Vitalogic Astrokalb Radunion NOE |
| -------------------------------- | --------------------------------- | -------------------------------- |
| Num                              | Coureur                           | Pos                              |
| 101                              | Christina Perchtold (AUT) (route) | 43e                              |
| 102                              | Elena Valentini (ITA)             | 73e                              |
| 103                              | Amber Rais Pierce (USA)           | 74e                              |
| 104                              | Astrid Gassner* (AUT)             | 77e                              |
| 105                              | Anna Badegruber* (AUT)            | AB-5                             |
| 106                              | Elise Maes (LUX)                  | 42e                              |

| Sélection nationale italienne | Sélection nationale italienne | Sélection nationale italienne |
| ----------------------------- | ----------------------------- | ----------------------------- |
| Num                           | Coureur                       | Pos                           |
| 111                           | Tatiana Guderzo (ITA)         | 11e                           |
| 112                           | Francesca Pattaro * (ITA)     | NP-7                          |
| 113                           | Eva Lechner (ITA)             | AB-6                          |
| 114                           | Irene Bitto (ITA)             | 28e                           |
| 115                           | Simona Frapporti (ITA)        | 61e                           |
| 116                           | Beatrice Bartelloni (ITA)     | 59e                           |

| Sélection nationale allemande | Sélection nationale allemande | Sélection nationale allemande |
| ----------------------------- | ----------------------------- | ----------------------------- |
| Num                           | Coureur                       | Pos                           |
| 122                           | Elena Büchler (GER)           | 78e                           |
| 123                           | Sophie Lacher* (GER)          | AB-6                          |
| 124                           | Dorothee Lorch (GER)          | 70e                           |
| 125                           | Bianca Bernhard (GER)         | 72e                           |
| 126                           | Liane Lippert* (GER)          | 22e                           |

| Sélection nationale suédoise | Sélection nationale suédoise | Sélection nationale suédoise |
| ---------------------------- | ---------------------------- | ---------------------------- |
| Num                          | Coureur                      | Pos                          |
| 131                          | Emilia Fahlin (SWE)          | 12e                          |
| 132                          | Sara Mustonen (SWE)          | NP-4                         |
| 133                          | Alexandra Nessmar* (SWE)     | 57e                          |
| 134                          | Sara Penton (SWE)            | 66e                          |
| 135                          | Sara Olsson (SWE)            | AB-6                         |
| 136                          | Ida Erngren (SWE)            | 38e                          |

| Sélection nationale britannique | Sélection nationale britannique | Sélection nationale britannique |
| ------------------------------- | ------------------------------- | ------------------------------- |
| Num                             | Coureur                         | Pos                             |
| 141                             | Emma Pooley (GBR)               | 62e                             |
| 142                             | Alice Barnes* (GBR)             | 27e                             |
| 143                             | Abigail Dentus* (GBR)           | AB-3                            |
| 144                             | Annasley Park* (GBR)            | 68e                             |
| 146                             | Laura Massey (GBR)              | 33e                             |

| Sélection nationale russe | Sélection nationale russe | Sélection nationale russe |
| ------------------------- | ------------------------- | ------------------------- |
| Num                       | Coureur                   | Pos                       |
| 151                       | Natalia Boyarskaya (RUS)  | 17e                       |
| 152                       | Elena Kuchinskaya (RUS)   | AB-7                      |
| 153                       | Oxana Kozonchuk (RUS)     | AB-7                      |
| 154                       | Kseniia Tcymbaliuk (RUS)  | 71e                       |
| 155                       | Olga Zabelinskaïa (RUS)   | 7e                        |
| 156                       | Anna Potokina (RUS)       | 51e                       |

| Sélection nationale norvégienne | Sélection nationale norvégienne | Sélection nationale norvégienne |
| ------------------------------- | ------------------------------- | ------------------------------- |
| Num                             | Coureur                         | Pos                             |
| 161                             | Ingrid Moe (NOR)                | 76e                             |
| 162                             | Vita Heine (NOR)                | 16e                             |
| 163                             | Cecilie Gotaas Johnsen (NOR)    | 69e                             |
| 164                             | Miriam Bjørnsrud (NOR)          | AB-3                            |
| 165                             | Ingrid Lorvik (NOR)             | NP-7                            |
| 166                             | Katrine Aalerud* (NOR)          | 34e                             |

| Sélection nationale israelienne | Sélection nationale israelienne | Sélection nationale israelienne |
| ------------------------------- | ------------------------------- | ------------------------------- |
| Num                             | Coureur                         | Pos                             |
| 171                             | Shani Bloc (ISR)                | 45e                             |
| 172                             | Rotem Gafinovitz (ISR)          | AB-6                            |
| 173                             | Omer Shapira* (ISR)             | 40e                             |
| 174                             | Hila Yizhak* (ISR)              | 79e                             |
| 175                             | Miriam Bar-On (ISR)             | AB-3                            |
| 176                             | Avital Gaz* (ISR)               | AB-5                            |

| Maxx-Solar | Maxx-Solar               | Maxx-Solar |
| ---------- | ------------------------ | ---------- |
| Num        | Coureur                  | Pos        |
| 181        | Vera Adrian (NAM)        | 63e        |
| 182        | Theres Klein (GER)       | AB-5       |
| 183        | Christina Koep (GER)     | AB-7       |
| 184        | Carolin Schiff (GER)     | AB-7       |
| 185        | Benita Wesselhoeft (GER) | AB-7       |
| 186        | Beate Zanner (GER)       | 54e        |

| WNT | WNT                    | WNT  |
| --- | ---------------------- | ---- |
| Num | Coureur                | Pos  |
| 191 | Lydia Boylan (IRL)     | 65e  |
| 192 | Jo Tindley (GBR)       | AB-6 |
| 193 | Natalie Grinczer (GBR) | 41e  |
| 194 | Keira McVitty* (GBR)   | AB-6 |
| 195 | Hayley Simmonds (GBR)  | AB-6 |
| 196 | Stefanie Paul (GER)    | 75e  |

Source,.